# Air France Flight 447
Air France Flight 447 (AF447) var en flygning från Galeão International Airport i Rio de Janeiro, Brasilien, till Paris-Charles de Gaulle flygplats i Paris, Frankrike, som havererade i Atlanten den 1 juni 2009. Flygplanet var en Airbus A330-200 med registrering F-GZCP som gjorde sin första flygning den 25 februari 2005. Ombord fanns 216 passagerare och 12 besättningsmedlemmar (inklusive tre piloter). Samtliga omkom.
Den 6 juni bärgades två manskroppar som utan tvivel hörde till passagerarna från planet. Vid kropparna hittades en portfölj som bland annat innehöll en biljett från Flight 447. Fram till den 5 juli hade totalt 51 kroppar påträffats, en av dem en svensk. Den 30 mars 2010 lämnade två fartyg staden Recife i Brasilien, för att inleda den tredje fasen i sökningen efter svarta lådorna. Drygt en månad senare, den 6 maj 2010, meddelade franska utredare att man lokaliserat de svarta lådorna inom fem kvadratkilometer. Myndigheterna ansåg att det kommer att bli nästan omöjligt att hitta dem, bland annat på grund av att havsbotten är väldigt ojämn, att de svarta lådorna inte längre skickar några signaler, och för att de inte är helt säkra på att de svarta lådorna verkligen ligger inom området.
I maj 2011 hittades till slut planets två svarta lådor och den 29 juli 2011 släpptes delar av haveriutredningen som konstaterade att piloterna begick fatala misstag som ledde till att planet havererade. Den fullständiga haveriutredningen släpptes den 5 juli 2012.

## Flygdetaljer
Flygplanet, en Airbus A330-200 med registrering F-GZCP, gjorde sin första flygning den 25 februari 2005 och levererades till Air France från tillverkaren Airbus den 18 april 2005. Flygplanet hade vid haveriet genomfört omkring 2 500 flygningar och hade sammanlagt 18 800 flygtimmar.
Flygplanet startade från Rio de Janeiro-Galeão International Airport den 31 maj 2009 kl. 19.03 lokal tid (22.03 UTC) och planerades att anlända till Paris-Charles de Gaulle flygplats den 1 juni kl. 11.10 lokal tid (09.10 UTC).
Kaptenen som ansvarade för denna flygning var Marc Dubois, som hade 11 000 flygtimmar varav 1 700 på Airbus A330/340. De två styrmännen var Pierre-Cedric Bonin och David Robert med 6 600 respektive 3 000 flygtimmar (2 600 och 800 vardera på A330/A340).

### Händelseförlopp

Den planerade flygturen från Rio de Janeiro i Brasilien till huvudstaden Paris i Frankrike och en markering som visar var flygplanet försvann och havererade.

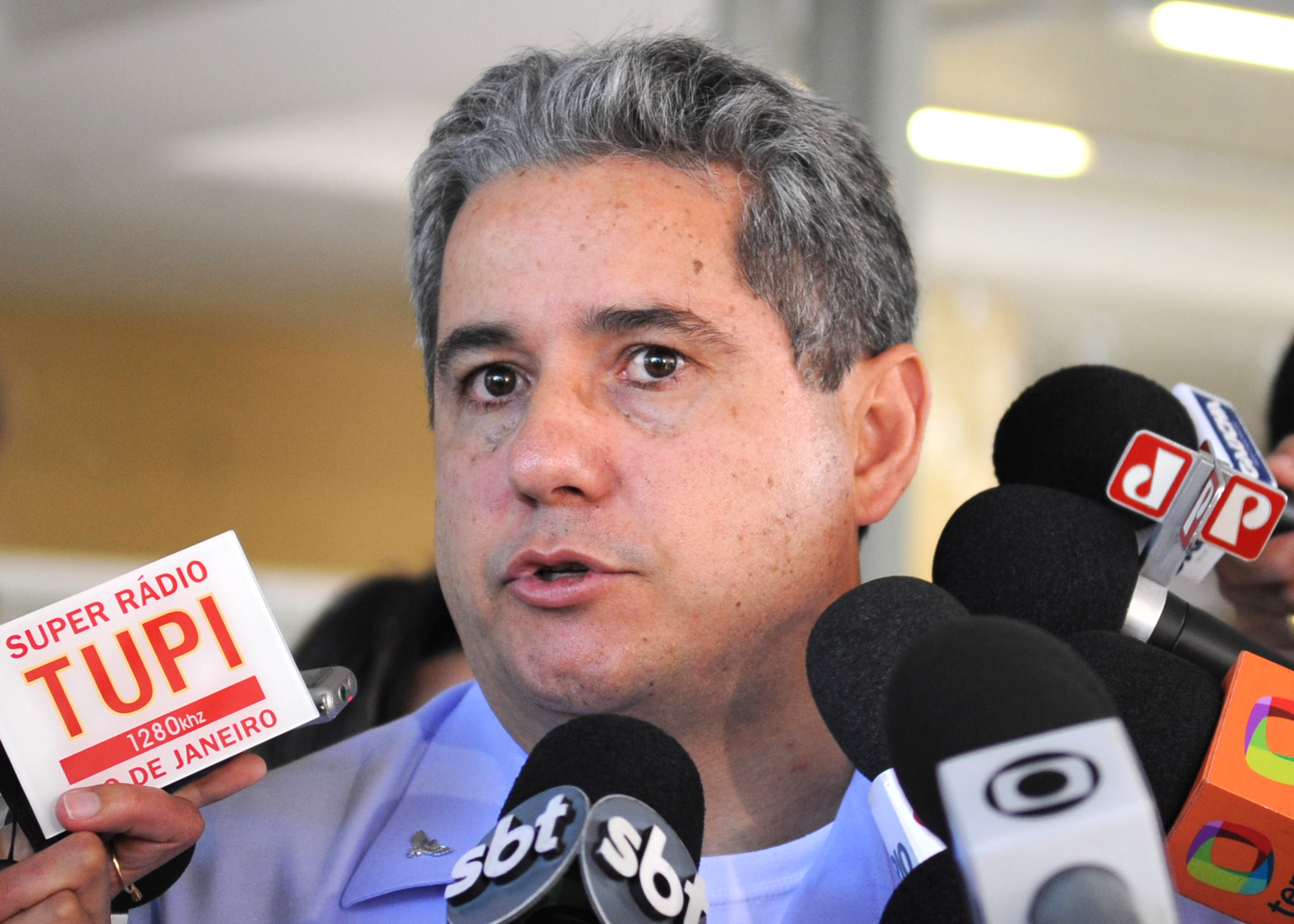
Överste Jorge Antônio Amaral, ställföreträdande chef för brasilianska flygvapnets flygtrafikledning, intervjuas av media 1 juni.

Den sista muntliga kontakten med planet var kl. 01.33 UTC, när det befann sig 565 kilometer utanför Brasiliens nordöstra kust. Besättningen uppgav då att de förväntades träda in i senegalesiskt-kontrollerat luftrum inom 50 minuter, och att planet flög normalt på en höjd av 10 670 meter (35 000 fot) i en hastighet av 840 km/tim. Planet lämnade Brasiliens Atlant-radar kl. 01.48 UTC. Den sista kontakten med flygplanet var fyra timmar efter starten, kl. 02.14 UTC, när flygplanet skickade ett automatiskt meddelande där det angavs att det var fel på elektriska system och trycket i kabinen. Under flygningen flög man i områden med kraftig turbulens.
Kl. 02.20 UTC kontaktade brasilianska flygledare flygkontrolltjänsten i Dakar, då de märkte att planet inte hade genomfört de nödvändiga radiosamtalen för att bekräfta sin passage in i Senegals luftrum. Det brasilianska flygvapnet inledde en räddningsoperation från den brasilianska ögruppen Fernando de Noronha. Franska spaningsplan sändes också ut, däribland ett från Dakar. Brasilianska flygvapnets talesman överste Henry Munhoz berättade för brasiliansk TV att radarn på Kap Verde-öarna förlorade kontakten med flygplanet när de flög över Atlanten: "Flygvapnets flygplan lämnar Fernando de Noronha och flyger mot Europa för att börja söka efter det saknade planet." Under slutet av förmiddagen togs AF447 bort från listan över flygningar på Charles de Gaulle-flygplatsens webbplats.

### Spekulationer
Verkställande direktör för Air France, Pierre-Henri Gourgeon, sade i en presskonferens: "Vi står troligen inför en flygkatastrof." En talesman för Air France spekulerade i att flygplanet kunde ha drabbats av blixtnedslag, även om detta sällan orsakar att flygplan havererar. Två Lufthansaplan passerade samma område före och efter händelsen, vilket skapade tvivel om blixten som orsak. Efter kritik från Frankrikes haverikommission om att orsaken var enbart ett blixtnedslag gick Air France ut med att de även sökte efter andra möjligheter till olyckan.
Paul-Louis Arslanian, chefen för Frankrikes haverikommission Bureau d'Enquêtes et d'Analyses pour la sécurité de l'Aviation Civile (BEA), har beskrivit olyckan som den värsta flygolyckan i Frankrikes historia.

### Iakttagelser
Frankrike begärde hjälp om satellitutrustning från USA för att hitta planet. Sent på måndagen bekräftade det brasilianska flygvapnets kommunikationsavdelning Centro de Comunicação Social da Aeronáutica att en pilot sett "orange prickar" i mitten av Atlanten, vilket möjligen kan vara ett vrak i brand. Observationen gjordes cirka 30 minuter efter att olycksplanet skickade det sista automatiska meddelandet. Denna observation rapporterades av en TAM Airlines-flygning på väg från Europa till Brasilien, som befann sig cirka 1 300 kilometer från Fernando de Noronha.
Den brasilianska tidningen O Globo rapporterade att vrakdelar upptäckts utanför Senegals kust, men att deras ursprung ännu var osäkert. EarthTimes och news.com.au rapporterade att besättningen på det franska fraktfartyget Douce France sett föremål flytande på havet i samma område som tidigare angavs av TAM Airlines. Vrakdelarna troddes först komma från flygplanet, något som den brasilianske försvarsministern Nelson Jobim bekräftade. Dock visade det sig senare vara skräp från ett fartyg och inte delar av det försvunna planet. Detsamma gällde ett stråk med bränsle som hittades en kort tid efter försvinnandet och som först troddes komma från olycksplanet.

### Haveriplatsen

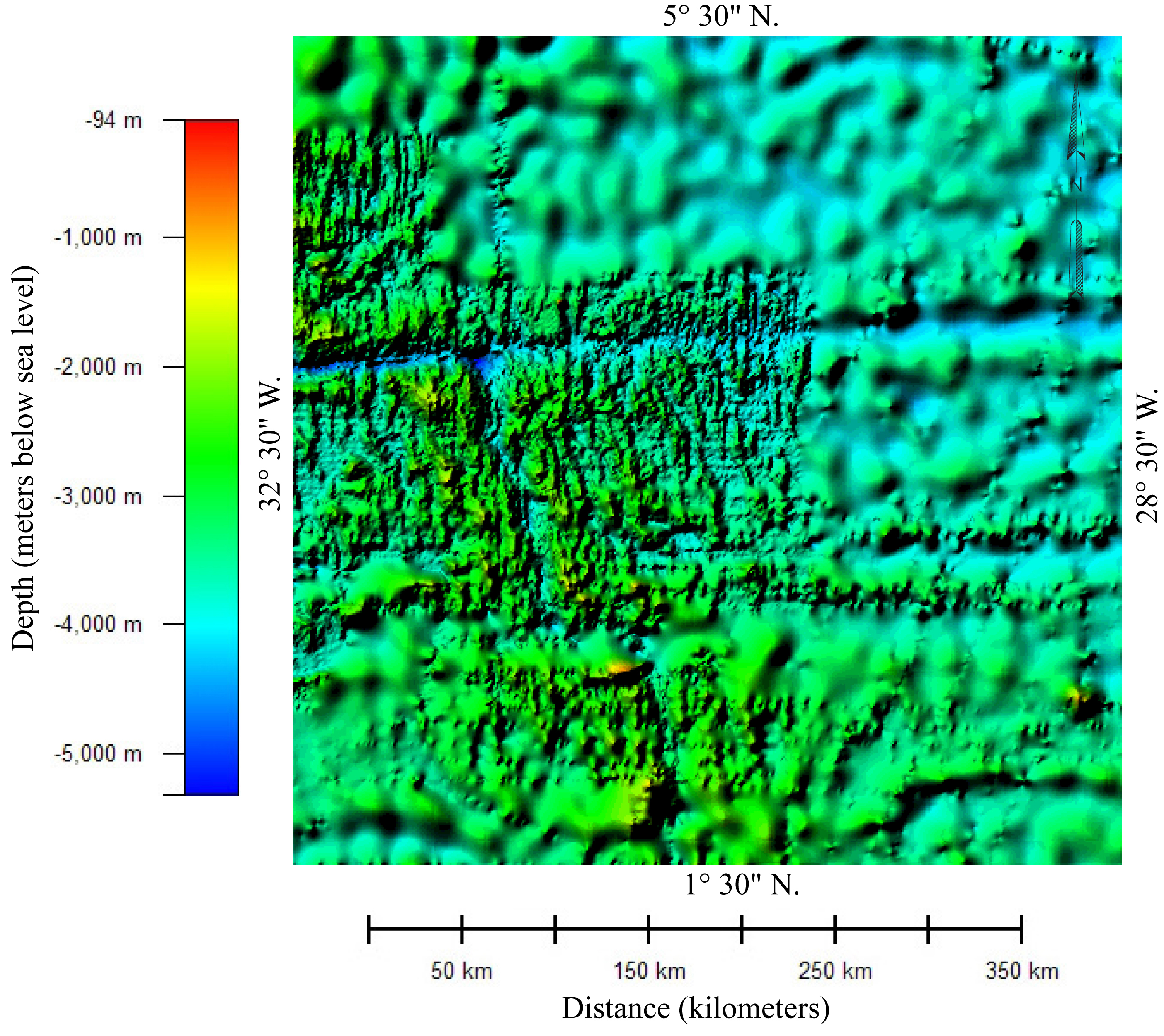
Havsbotten vid den troliga haveriplatsen.

Vid kl. 15.20 UTC den 2 juni hittade det brasilianska flygvapnet vrakdelar spridda över ett fem kilometer långt område 650 kilometer nordost om Fernando de Noronha, i närheten av São Pedro e São Paulo-arkipelagen. Man hittade bland annat ett flygplanssäte, en orange boj, "vita bitar och elektriska ledningar" och tecken på olja och flygbränsle.
Senare samma dag, efter ett möte med anhöriga till brasilianer på flyget, uttalade sig Brasiliens försvarsminister Nelson Jobim och bekräftade att vrakdelarna som hittats var från olycksplanet. Tidigt nästa morgon (den 3 juni), bekräftades upptäckten även av den franska militären, och de sa också att det inte längre fanns någon tvivel om att vrakdelarna var från planet. Den 5 juni meddelades det dock att de brasilianska myndigheterna tog tillbaka de tidigare uttalandena – det visade sig att de bärgade vrakdelarna inte kom från Air France-planet.
Den preliminära utredningen visade att planet var helt vid störtningen i havet. Av de 51 kropparna som hittades var en svensk medborgare. Hon bodde i Brasilien och flög tillsammans med sin son.
Den 8 november 2011 meddelade myndigheterna att 153 kroppar dittills hade identifierats och att 74 av de 75 saknade kropparna fortfarande fanns kvar i havet.

## Passagerare
228 personer var ombord på planet, inklusive tre piloter och nio i kabinbesättning. Av passagerarna var ett spädbarn, sju barn, 82 kvinnor och 126 män. Bland bekräftade passagerare 2009-06-01 fanns bland annat flera direktörer från CGE Michelin, CSA ThyssenKrupp, funktionärer från norska Statoil samt en brasiliansk prins, Pedro Luís de Orléans e Bragança med på flygningen.

### Nationaliteter
Enligt en officiell lista som offentliggjordes av Air France var de flesta passagerarna brasilianska och franska medborgare.
| Nationalitet   | Passagerare | Besättning | Totalt |
| -------------- | ----------- | ---------- | ------ |
| Frankrike      | 61          | 11         | 72     |
| Brasilien      | 58          | 1          | 59     |
| Tyskland       | 28          | —          | 28     |
| Italien        | 9           | —          | 9      |
| Kina           | 9           | —          | 9      |
| Schweiz        | 6           | —          | 6      |
| Libanon        | 5           | —          | 5      |
| Storbritannien | 4           | —          | 4      |
| Norge          | 1           | —          | 1      |
| Ungern         | 4           | —          | 4      |
| Irland         | 3           | —          | 3      |
| Norge          | 3(1)        | —          | 3(1)   |
| Slovakien      | 3           | —          | 3      |
| Sverige        | 1(3)        | —          | 1(3)   |
| Marocko        | 2           | —          | 2      |
| Polen          | 2           | —          | 2      |
| Spanien        | 2           | —          | 2      |
| USA            | 2           | —          | 2      |
| Argentina      | 1           | —          | 1      |
| Österrike      | 1           | —          | 1      |
| Belgien        | 1           | —          | 1      |
| Kanada         | 1           | —          | 1      |
| Kroatien       | 1           | —          | 1      |
| Danmark        | 1           | —          | 1      |
| Estland        | 1           | —          | 1      |
| Gambia         | 1           | —          | 1      |
| Island         | 1           | —          | 1      |
| Nederländerna  | 1           | —          | 1      |
| Filippinerna   | 1           | —          | 1      |
| Rumänien       | 1           | —          | 1      |
| Ryssland       | 1           | —          | 1      |
| Sydafrika      | 1           | —          | 1      |
| Turkiet        | 1           | —          | 1      |
| Totalt         | 216         | 12         | 228    |

## Utredning
Det dröjde två år innan de svarta lådorna hittades och bärgades den 1 maj 2011 och haverikommissionen framlade sin rapport den 5 juli 2012. Då 2 år är relativt lång tid hann flera olika teorier framläggas dessförinnan:

### Möjlig överstegring
Det framlades en del spekulationer om att det skulle varit fel på hastighetsmätarna vilket lett till att piloterna skulle ha missbedömt hastigheten. Rapporten som släpptes av Airbus fick media att spekulera om att flygplanet upplevde en aerodynamisk överstegring (se också anfallsvinkel) på grund av att piloterna flög i för låg hastighet.

### Bombhot
Det bekräftades även att Air France den 27 maj, flera dagar innan händelsen, mottog bombhot i ett telefonsamtal. Hotet berörde ett flyg med avgång den 27 maj från Buenos Aires i Argentina till Paris. Myndigheterna på Ezeiza Airport i Buenos Aires stoppade det hotade planet före start och genomförde en 90 minuter lång genomsökning av planet, samtidigt som passagerarna satt kvar ombord. Man hittade inget explosivt material och gav tillåtelse att genomföra flygningen som planerat.

### Haverikommissionens rapport
Den 5 juli 2012 släppte haverikommissionen sin slutliga rapport, där det konstateras att hastighetsmätarna mycket riktigt varit ur funktion, troligen på grund av iskristaller. Den felaktiga hastighetsvisningen resulterade i en mängd felmeddelanden och att autopiloten frånkopplades automatiskt. Men istället för att avvakta tills hastighetsmätarna började fungera igen, gjorde den ena av de två styrmännen, Pierre-Cedric Bonin, det ödesdigra misstaget att höja nosen på planet. Detta gjorde att planet till en början steg, men då det nådde maxhöjd började det istället att falla med nosen pekandes snett uppåt. Fallhastigheten uppskattades till 10 000 feet per minut och planets hastighet var endast 60 knop (110 km/h). De tre piloterna insåg aldrig vad som skedde, och planet havererade i Atlanten.